# 打越駅
打越駅（うちごしえき）は、熊本県熊本市北区打越町にある熊本電気鉄道菊池線の駅（無人駅）。駅番号はKD04。

## 歴史
- 1953年（昭和28年）3月15日：駅開業。
- 2015年（平成27年）4月1日：交通系ICカード「熊本地域振興ICカード（くまモンのIC CARD）」に対応[1]。
- 2018年（平成30年）5月20日：木造の駅待合所が火災で全焼[2]。
- 2019年（令和元年）10月1日：駅ナンバリング導入[3]。

## 駅構造
単式ホーム1面1線を持つ地上駅である。無人駅であり、ホーム上に木造の待合所が2018年5月20日に火災で焼失するまで存在した。
ICカード読み取り機（入場機のみ）は待合所に設置。

## 利用状況
| 年度   | 1日平均 乗車人員 | 1日平均 乗降人員 |
| ------ | ---------------- | ---------------- |
| 2012年 |                  | 89               |
| 2013年 |                  | 96               |
| 2014年 | 49               | 95               |
| 2015年 |                  | 94               |
| 2016年 |                  | 121              |
| 2017年 |                  | 106              |
| 2018年 |                  | 87               |

## 駅周辺
- NTT研修センター
- 坪井川緑地
- 熊本県立清水が丘学園

## 利用可能なバス路線
打越橋（うちこしばし）または津の浦（つのうら）のバス停が最寄だが、いずれも少し離れている。
- 電鉄バス - 2007年（平成19年）7月1日付で熊本市営バスより移管

## 隣の駅
熊本電気鉄道
■菊池線
池田駅（KD03） - 打越駅（KD04） - 坪井川公園駅（KD05）